# Kinga Grzyb
Kinga Grzyb (født 12. Januar 1982 i Polen) er en kvindelig polsk håndboldspiller, som spiller for MKS Zaglebie Lubin og det polske håndboldlandshold.
Hun deltog under VM i håndbold 2013 i Serbien.